# Kyriáki
Kyriáki är en ort i Grekland.   Den ligger i prefekturen Nomós Voiotías och regionen Grekiska fastlandet, i den centrala delen av landet, 90 km nordväst om huvudstaden Aten. Kyriáki ligger 851 meter över havet och antalet invånare är 2 227.
Terrängen runt Kyriáki är kuperad västerut, men österut är den bergig. Terrängen runt Kyriáki sluttar västerut. Runt Kyriáki är det ganska tätbefolkat, med 96 invånare per kvadratkilometer. Närmaste större samhälle är Livadeiá, 12,3 km nordost om Kyriáki. 